# Torö
58°49′30″N 17°50′30″Ø / 58.82500°N 17.84167°Ø
Torö er en ø i Stockholms skærgård beliggende i Nynäshamns kommun. Torö kan ses langt fra på havet, på grund af den karakteristiske  silhuet fra den gamle PS-15-radar. Fra Ankarudden på den sydlige del af øen, går der både til Øen Öja / Landsort.
Torö er kendt som et af de få steder i Sverige hvor man kan surfe. Også kitesurfing forekommer i stor utsträckning.
Herrhamra på den sydlige del af Torö nævnes allerede i middelalderen i Valdmar Sejrs rejsebeskrivelse fra Blekinge til Estland, som indgår i Kong Valdemars Jordebog . Som herregård er Herrhamra kendt siden 1660-tallet da gården ejedes af Margareta Brahe, enke efter Bengt Bengtsson Oxenstierna. I 1600-tallet lå Krokskärs skanse ud for Herrhamra. I 1719, under russerhærgningerne,  nedbrændte russerne  gården, som da lå ved Ankarudden.